# Nesle-l'Hôpital
Nesle-l'Hôpital és un municipi francès situat al departament del Somme i a la regió dels Alts de França. L'any 2007 tenia 184 habitants.

## Demografia

### Població

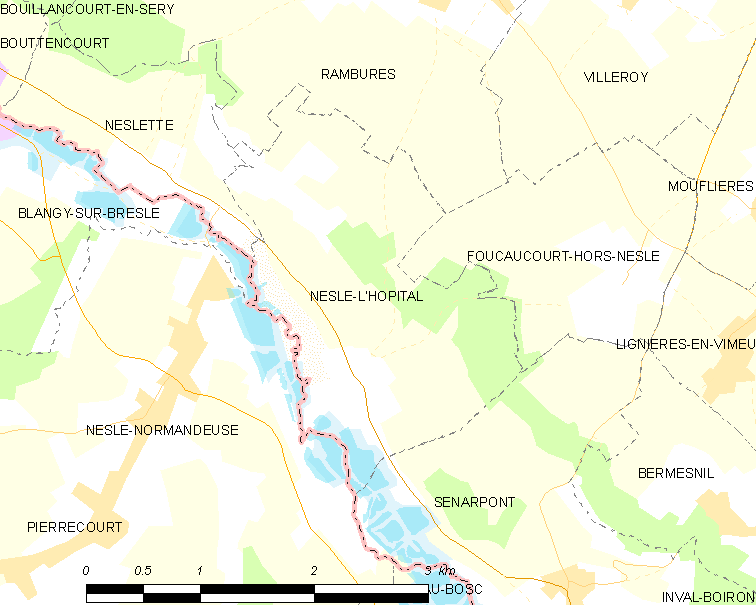

El 2007 la població de fet de Nesle-l'Hôpital era de 184 persones. Hi havia 64 famílies de les quals 12 eren unipersonals (4 homes vivint sols i 8 dones vivint soles), 12 parelles sense fills, 32 parelles amb fills i 8 famílies monoparentals amb fills.
La població ha evolucionat segons el següent gràfic:
Habitants censats

### Habitatges

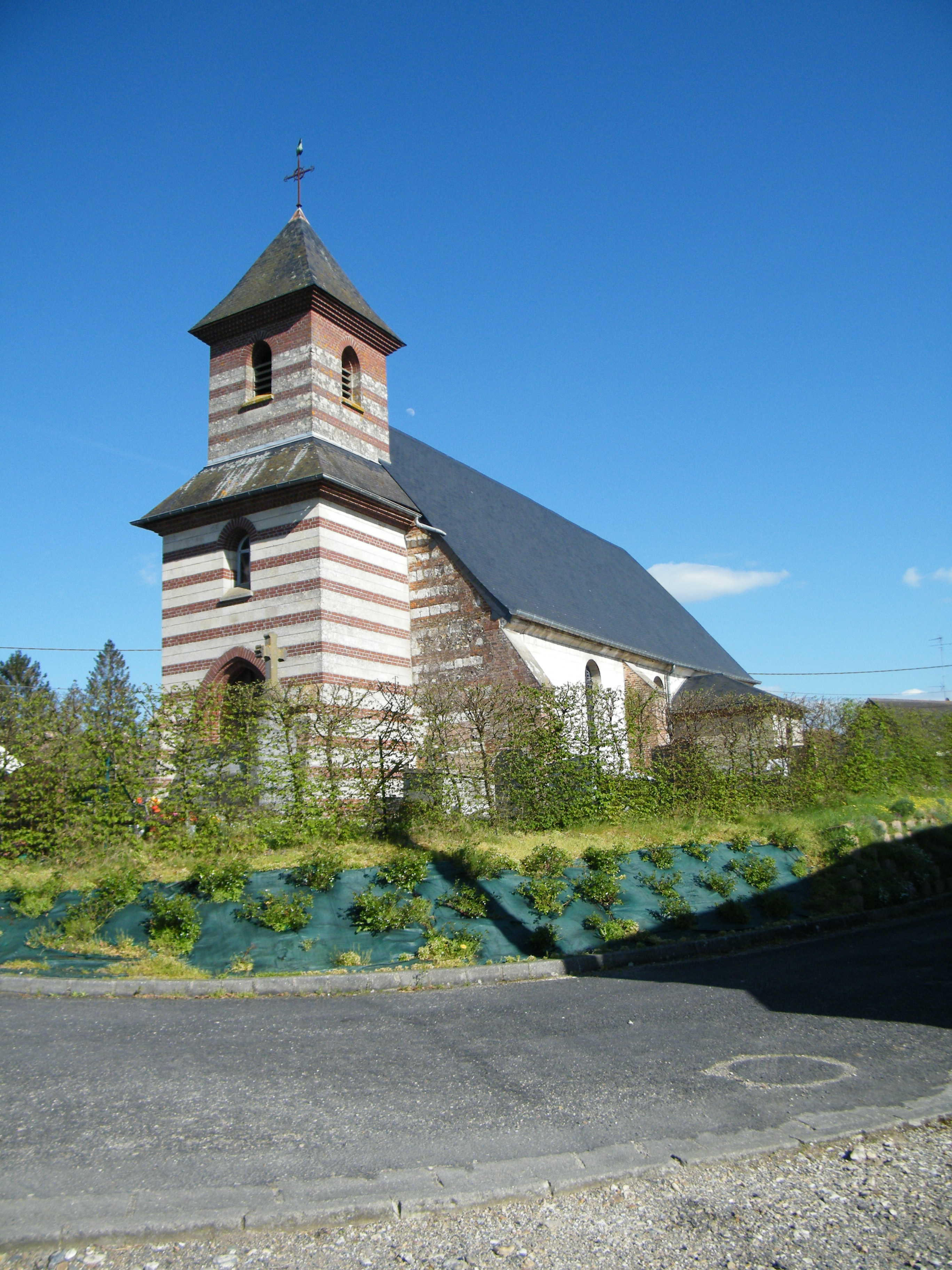

El 2007 hi havia 81 habitatges, 66 eren l'habitatge principal de la família, 8 eren segones residències i 7 estaven desocupats. 78 eren cases i 2 eren apartaments. Dels 66 habitatges principals, 36 estaven ocupats pels seus propietaris i 30 estaven llogats i ocupats pels llogaters; 2 tenien dues cambres, 13 en tenien tres, 19 en tenien quatre i 32 en tenien cinc o més. 57 habitatges disposaven pel capbaix d'una plaça de pàrquing. A 29 habitatges hi havia un automòbil i a 33 n'hi havia dos o més.

### Piràmide de població

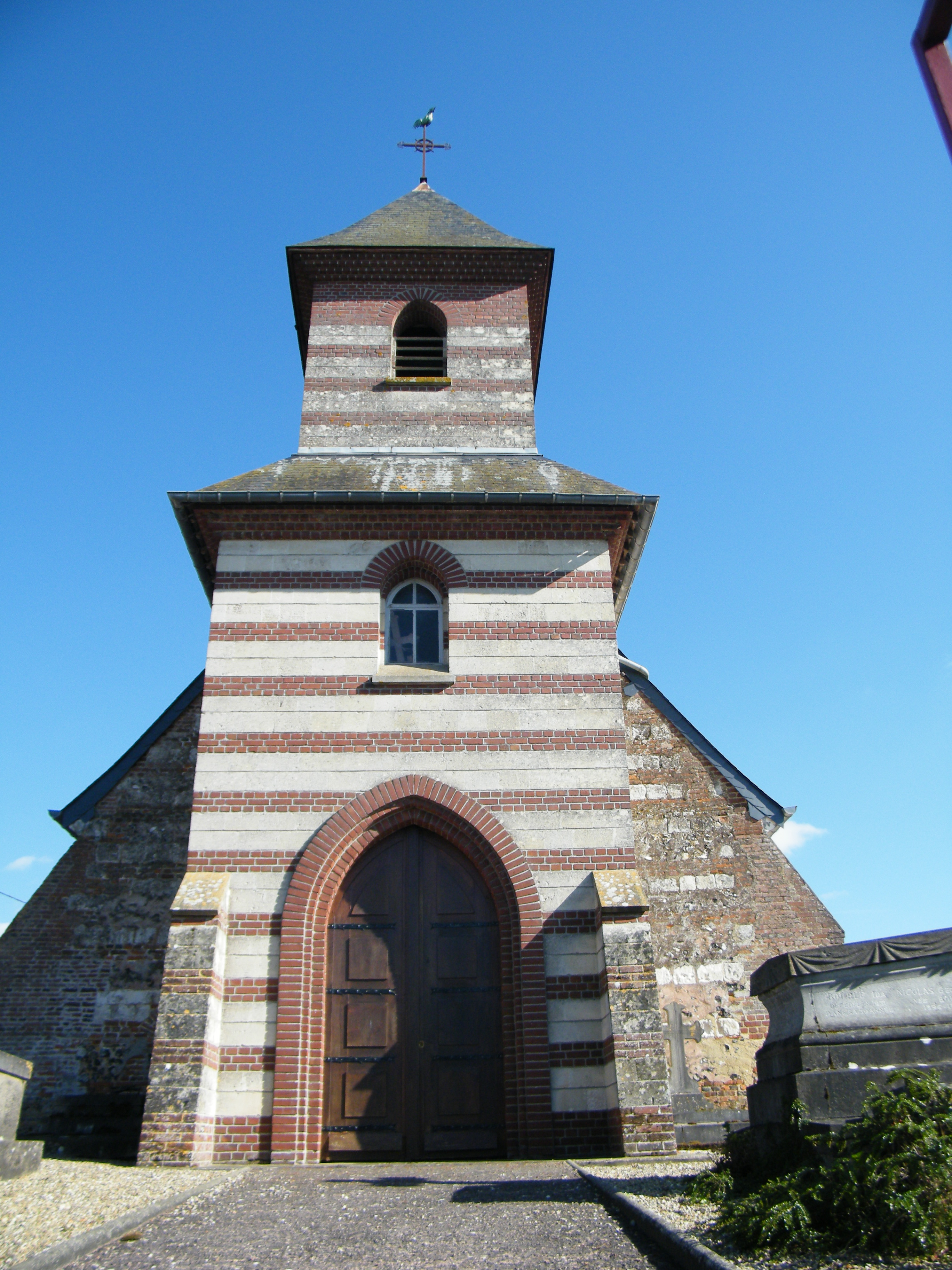

La piràmide de població per edats i sexe el 2009 era:
| Homes | Edats   | Dones |
| ----- | ------- | ----- |
| 0     | 95 o +  | 0     |
| 1     | 90 a 94 | 1     |
| 1     | 85 a 89 | 2     |
| 2     | 80 a 84 | 2     |
| 1     | 75 a 79 | 5     |
| 4     | 70 a 74 | 3     |
| 5     | 65 a 69 | 5     |
| 2     | 60 a 64 | 4     |
| 1     | 55 a 59 | 1     |
| 8     | 50 a 54 | 6     |
| 6     | 45 a 49 | 5     |
| 7     | 40 a 44 | 4     |
| 5     | 35 a 39 | 4     |
| 7     | 30 a 34 | 8     |
| 8     | 25 a 29 | 5     |
| 3     | 20 a 24 | 6     |
| 4     | 15 a 19 | 4     |
| 2     | 10 a 14 | 6     |
| 5     | 5 a 9   | 4     |
| 3     | 0 a 4   | 7     |

## Economia

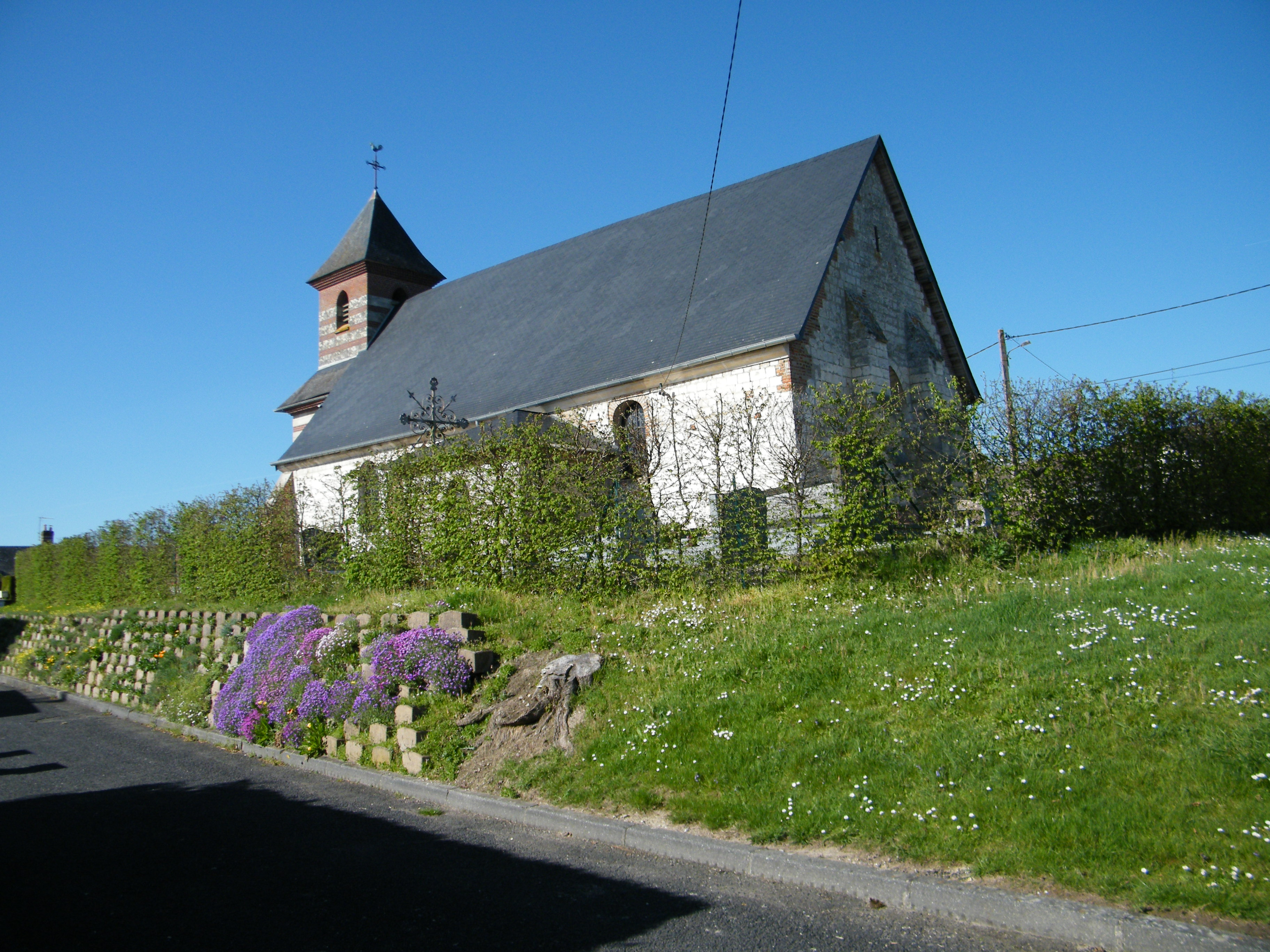

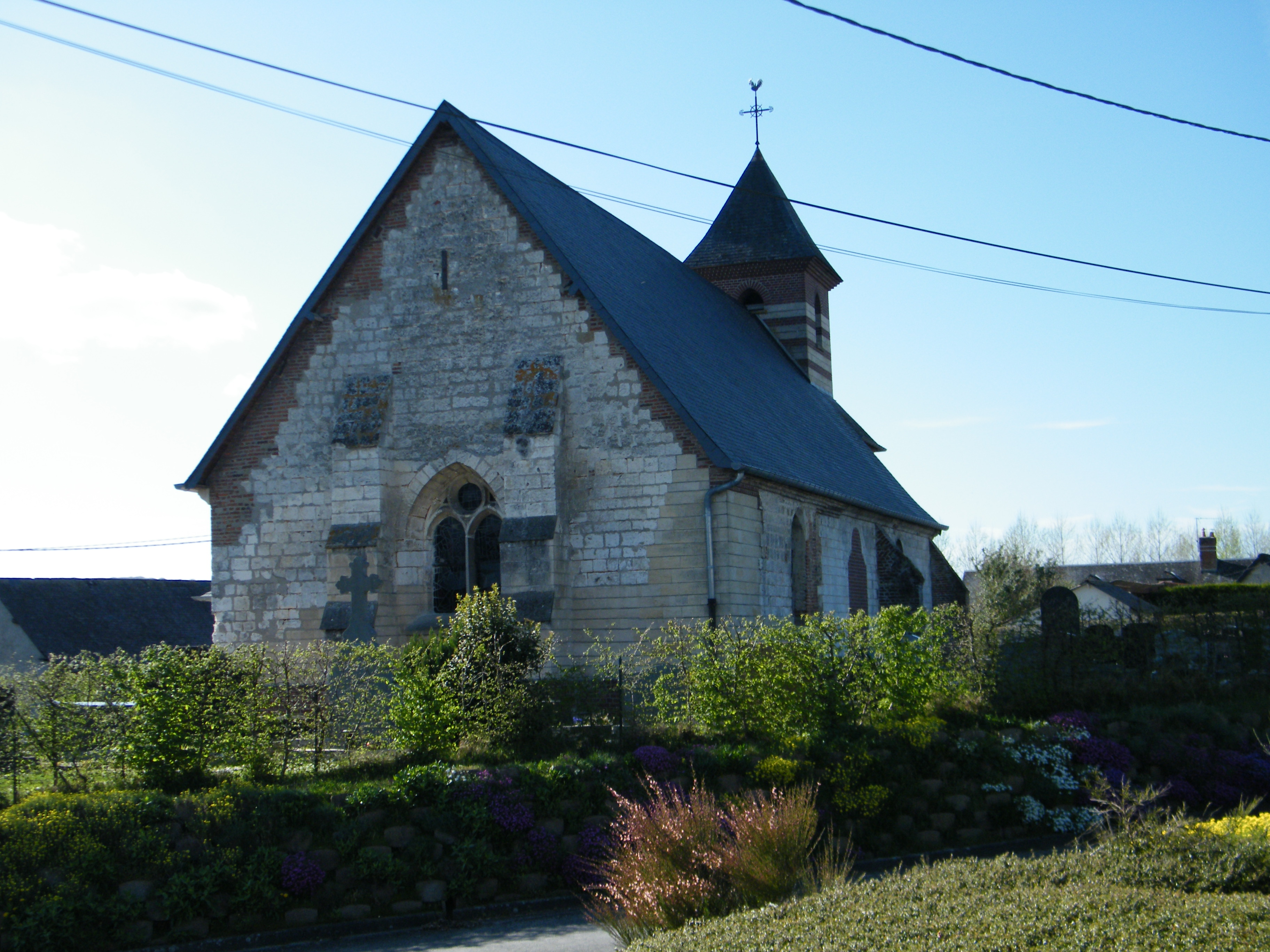

El 2007 la població en edat de treballar era de 121 persones, 86 eren actives i 35 eren inactives. De les 86 persones actives 76 estaven ocupades (46 homes i 30 dones) i 10 estaven aturades (1 home i 9 dones). De les 35 persones inactives 8 estaven jubilades, 11 estaven estudiant i 16 estaven classificades com a «altres inactius».

### Ingressos
El 2009 a Nesle-l'Hôpital hi havia 71 unitats fiscals que integraven 179 persones, la mediana anual d'ingressos fiscals per persona era de 15.918 €.

### Activitats econòmiques
L'únic establiment que hi havia el 2007 era d'una empresa de fabricació d'altres productes industrials.
L'únic servei als particulars que hi havia el 2009 era un taller de reparació d'automòbils i de material agrícola.

## Poblacions més properes

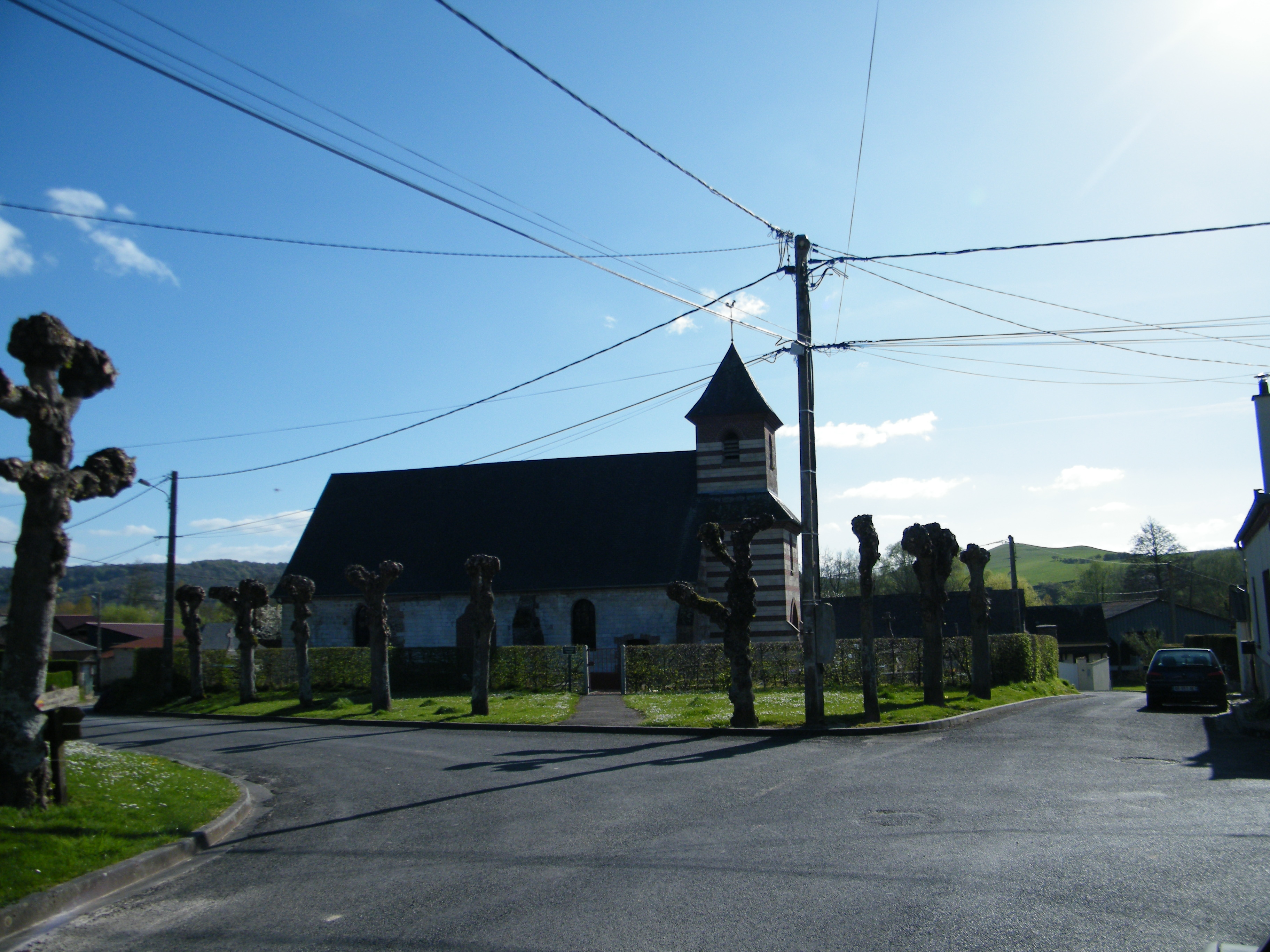

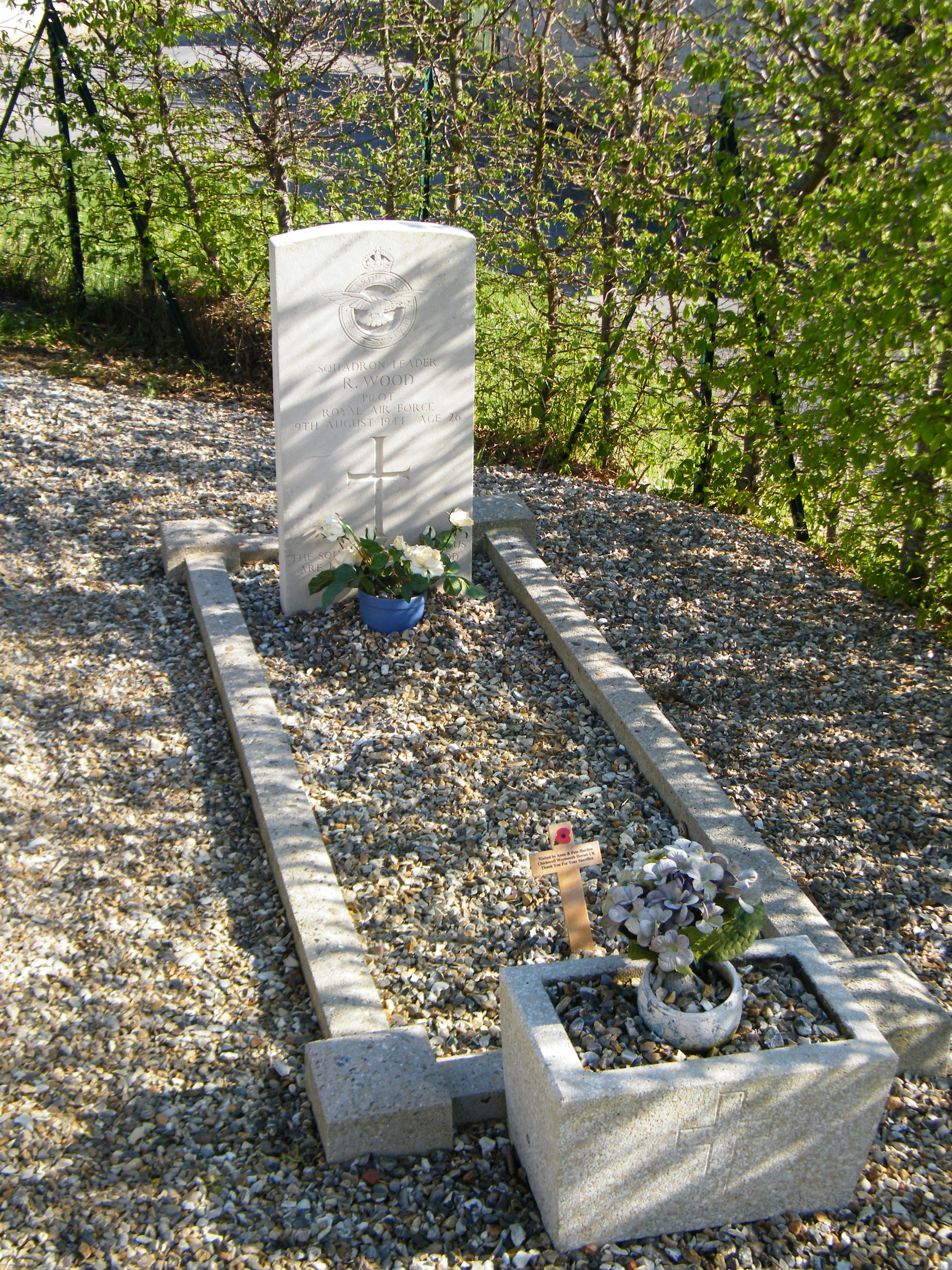

El següent diagrama mostra les poblacions més properes.